# Хаим-Венчер, Тина
Ти́на Ха́им-Ве́нчер (нем. Tina Haim-Wentscher, урожд. Фина Хаим (Fina Haim); 17 декабря 1887, Константинополь — 21 апреля 1974, Мельбурн) — немецкий и австралийский скульптор сефардского происхождения.

## Биография
Дочь константинопольского торговца коврами Фина Хаим училась в Вене и Берлине. 
В 1907—1908 годах изучала скульптуру в школе Левина-Функе в Шарлоттенбурге, затем продолжила обучение в одной из берлинских мастерских. В 1912—1914 годах неоднократно стажировалась в Париже. В Берлине вышла замуж за художника Юлиуса Венчера, дружила с Кете Кольвиц. 
В 1920—1921 годах побывала в исследовательской поездке в Греции, также посетила Италию и Египет. В 1926—1927 годах участвовала в весенней академической выставке в Берлине. В 1931 году вместе с мужем отправилась в поездку по Бали и Яве. 
В 1933 году супруги отказались возвращаться в нацистскую Германию, проживали в Китае, в 1934 году — в Сиаме и Камбодже, с 1935 года — в Малайзии. Венчеры вместе создали интерьер малайзийского павильона для выставки 1937 года в Глазго, который включал десять фигур из искусственного камня в натуральную величину и пейзажные картины. 
В 1940 году Венчеры переехали в Австралию и в 1946 году получили австралийское гражданство. Работы Тины Венчер хранятся в Национальной галерее Виктории, Мельбурне, в Национальной галерее Австралии в Канберре и в Художественной галерее Нового Южного Уэльса.